# Babban Fagué
Babban Fagué (auch: Baban Fagué) ist ein Dorf im Arrondissement Zinder IV der Stadt Zinder in Niger.

## Geographie
Das von einem traditionellen Ortsvorsteher (chef traditionnel) geleitete Dorf befindet sich nordwestlich des Stadtzentrums im ländlichen Gemeindegebiet von Zinder, der Hauptstadt der gleichnamigen Region Zinder. Ein Nachbardorf von Babban Fagué ist Gobro im Südwesten.
Wie im gesamten Gemeindegebiet von Zinder herrscht das Klima der Sahelzone vor, mit einer durchschnittlichen jährlichen Niederschlagsmenge zwischen 300 und 400 mm.

## Bevölkerung
Bei der Volkszählung 2012 hatte Babban Fagué 1013 Einwohner, die in 171 Haushalten lebten. Bei der Volkszählung 2001 betrug die Einwohnerzahl 806 in 138 Haushalten.

## Wirtschaft und Infrastruktur
In Babban Fagué wird Saatgut für Augenbohnen und Sesam produziert. Es gibt mehrere Schulen im Dorf.